# The Mystery of the Mary Celeste
The Mystery of the Mary Celeste (amerikanischer Titel Phantom Ship) ist mit dem Produktionsjahr 1935 einer der frühen Hammer-Filme. Hauptdarsteller ist Bela Lugosi. Der Handlung liegt die sagenumwobene Geschichte der Mary Celeste zugrunde. Das Schiff wurde 1872 ohne Besatzung vor Portugal im Meer treibend aufgefunden. Der Film versucht eine eher unspektakuläre Klärung der Ereignisse um das bekannte Geisterschiff und kommt ohne übernatürliche Begebenheiten aus.

## Handlung
Kapitän Briggs besucht in New York mit seinem Freund Kapitän Morehead die junge Sarah, in die beide verliebt sind. Sarah und Briggs eröffnen Morehead ihre Heiratspläne, worauf dieser vor Eifersucht rast und ihnen Rache schwört. Nach der Heirat soll Sarah ihren Ehemann auf der Marie Celeste begleiten und Briggs macht sich auf die Suche nach einer Mannschaft. Unter anderem heuert er dabei Anton Lorenzen an.
Bereits kurz nach dem Antritt der Fahrt geschehen erste Unfälle und im Lauf der Zeit verschwindet ein Matrose nach dem anderen auf unerklärliche Weise vom Schiff. Schon bald ist klar, dass ein Mörder sein Unwesen treibt. Doch die Vermutung, Morehead hätte aus Rache einen Killer eingeschleust, erweist sich als falsch. Als nur noch der Erste Maat Bilson und Anton Lorenzen übrig sind, erfährt man, dass Lorenzen vor Jahren von diesem „schanghait“ worden war. Lorenzen erschießt den Maat, wird aber kurz darauf von einem im Wind losgerissenen Quermast getroffen und fällt über Bord. Schließlich findet die Dei Gratia des Kapitän Morehead die mannschaftslos treibende Marie Celeste.

## Public Domain
Die englische Originalfassung des Films ist Public Domain und steht zum freien Download zur Verfügung.